# San Vitale (Faenza)
Die Kirche San Vitale von Faenza befindet sich am Corso Mazzini und steht auf halbem Weg zwischen den Kirchen San Giovanni di Dio und San Filippo Neri oder Suffragio.

## Geschichte und Beschreibung
Der heutige Bau geht auf das Jahr 1831 zurück, in dem die Kirche von Pietro Tomba komplett umgebaut wurde,
die Ursprünge reichen aber weiter zurück.
Das Äußere ist repräsentativ für Tombas Stil. Zwischen zwei seitlichen Pilastern befindet sich ein einziges großes Lünettenfenster. Dieses venezianische Element wurde von Tomba oft aufgegriffen. Oben befindet sich ein dreieckiges Tympanon, das von einem Rechteck umgeben ist. Lorenzo Savelli erkannte Ähnlichkeiten mit römischen Kirchen von Giuseppe Valadier, zum Beispiel mit San Pantaleo.
Die Kirche wurde in den 1990er Jahren sorgfältig restauriert. Im Inneren befinden sich einige Kunstwerke von lokalen Künstlern, wie die Nische auf der rechten Seite (mit dem Kruzifix), die von Romolo Liverani mit Fresken bemalt wurde.